# Collada de Pui Cavaller
La Collada de Pui Cavaller és un coll a 1.593,4 m d'altitud situat en el límit dels termes municipals de Sarroca de Bellera (antic terme de Benés, de l'Alta Ribagorça), i de La Torre de Cabdella, del Pallars Jussà.
Passava per aquest coll un dels camins de bast que unien les valls paral·leles del Flamisell i de la Valiri, a través dels pobles d'Aguiró, a la Vall Fosca, i de Castellvell de Bellera. És al nord-est del Tossal del Portell i al sud-oest del Tossal de Tuiro. Una mica més al sud-oest seu hi ha el Coll d'Oli.